# 夏之令
夏之令（1582年—1625年），字伯宣、伯先，號濮山，河南光州人。晚明官員。萬曆丁未進士，官至四川道監察御史。天啟年間，因直言得罪魏忠賢閹黨，下獄迫害而死。

## 生平
萬曆三十一年癸卯科舉人，三十五年（1607年）丁未科進士，兵部观政，三十六年授湖广攸县知县，三十八年丁忧。四十二年起补歙县，天啓元年（1621年）考选，拜四川道監察御史。因直言得罪崔呈秀、魏廣微等閹黨。夏之令與周朝瑞、袁化中三人爲同榜進士，為莫逆之交，見朝政日益敗壞，閹黨勢力猖獗，痛心疾首，歎息落淚。不久，魏忠賢等矯詔興起大獄，三人皆先後下鎭撫司獄，嚴刑拷打。之令大呼高皇帝而死。崇禎初年，追贈太僕寺少卿。

## 家族
曾祖夏孟。祖父夏建寅。父夏炳。母李氏。具庆下。兄之裕。弟之鼎、之正。